# Fritz-Rudolf Herrmann

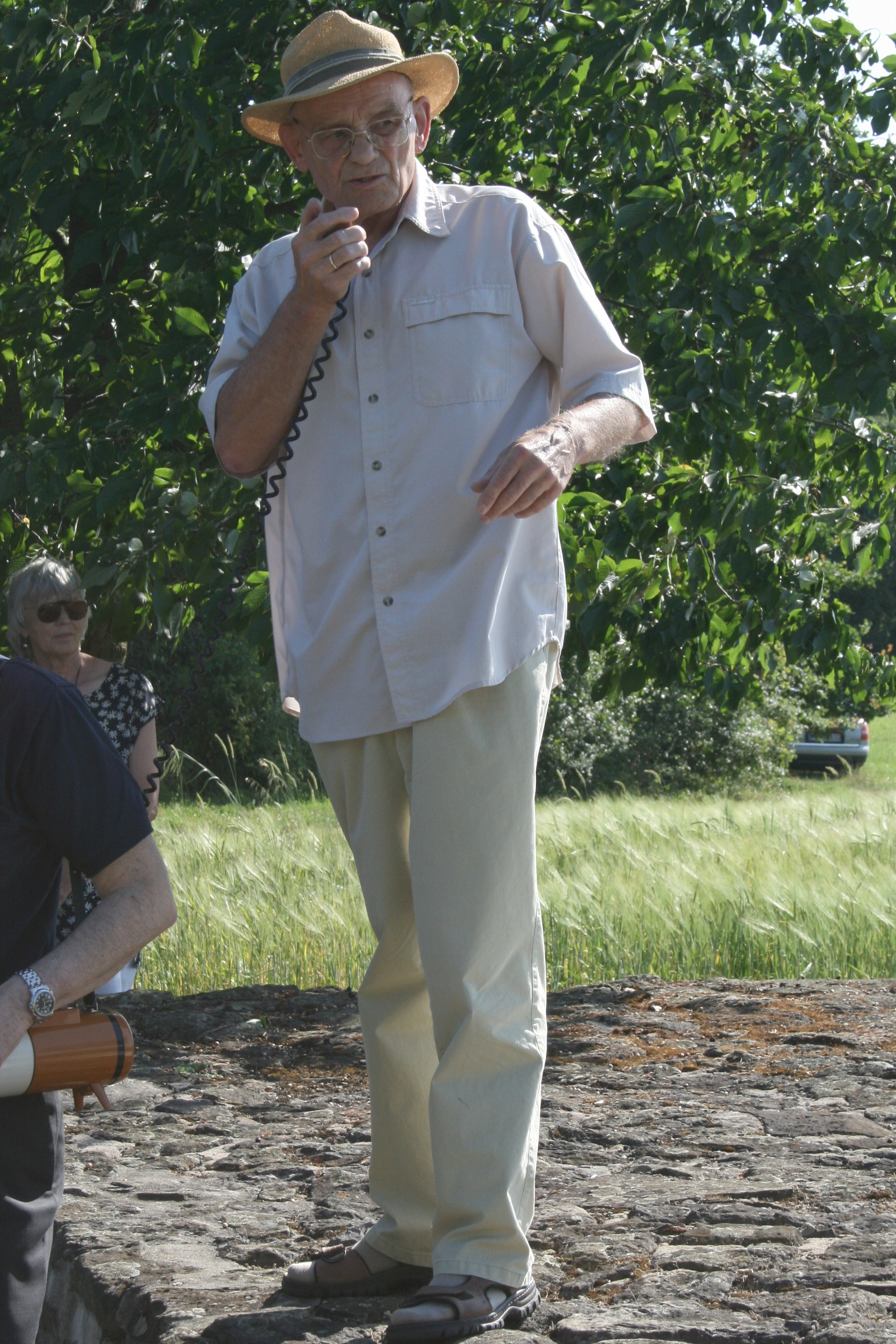
Fritz-Rudolf Herrmann bei einer Führung an der Burg Arnsburg bei Lich, 2009

Fritz-Rudolf Herrmann (* 21. September 1936 in Bad Nauheim; † 31. März 2024) war ein deutscher Prähistoriker. Herrmann war langjähriger Landesarchäologe in Hessen. In der Wissenschaft erlangte er Bekanntheit durch den Fund des keltischen Fürstengrabes vom Glauberg im Wetteraukreis.

## Leben
Fritz-Rudolf Herrmann wurde in Bad Nauheim als Sohn eines Verlagsbuchhändlers geboren und ging in Friedberg zur Schule. Neben dem Studium schloss er eine Ausbildung als Buchhändler ab. Er studierte in Frankfurt am Main bei Günter Smolla, in München bei Joachim Werner und in Marburg bei Wolfgang Dehn. 1962 wurde er in Frankfurt mit einer Dissertation zu dem Thema Die Funde der Urnenfelderkultur in Mittel- und Südhessen promoviert.
1963/64 erhielt Herrmann das Reisestipendium des Deutschen Archäologischen Instituts und bereiste die britischen Inseln, den Balkan, Griechenland und die Türkei. Es folgte eine Tätigkeit als Referent für Provinzialrömische Archäologie im Bayerischen Landesamt für Denkmalpflege in München 1964 bis 1967, 1966 bis 1973 leitete er die Außenstelle Nürnberg dieses Amtes.
Seit 1973 war Fritz-Rudolf Herrmann Leiter der Archäologischen Denkmalpflege in Hessen. Diese bestand damals aus drei selbstständigen Ämtern in Wiesbaden, Marburg und Darmstadt, die nun zur Dienststelle des „Landesarchäologen von Hessen“ zusammengefasst wurden. 1974 wurde mit dem Hessischen Denkmalschutzgesetz das erste einheitliche Denkmalschutzgesetz für das Bundesland Hessen geschaffen. Mit ihm wurde die Dienststelle Bestandteil des Landesamtes für Denkmalpflege Hessen und bildete hier die Abteilung Archäologische und (später hinzugekommen) Paläontologische Denkmalpflege. 2001 wurde er pensioniert.
Neben den Ausgrabungen galt sein besonderes Augenmerk den Publikationen, besonders den Reihen Fundberichte aus Hessen, Materialien zur Vor- und Frühgeschichte von Hessen, Führer zur hessischen Vor- und Frühgeschichte und Archäologische Denkmäler in Hessen. Besonders bei letzterer war Herrmann als unermüdlicher Autor beteiligt, für viele der beliebten Hefte bildeten die gemeinsam mit dem Vermessungstechniker F. Eckle vorgenommenen topographischen Aufnahmen die Grundlage. Als Autor und Mitherausgeber förderte er mit den Werken Die Vorgeschichte Hessens sowie Die Römer in Hessen zusammenfassende Darstellungen dieser Epochen hessischer Geschichte.
Herrmann betrieb den Ausbau der Bibliothek sowie den Aufbau einer Restaurierungswerkstatt im Amt. Auch förderte er den Einsatz naturwissenschaftlicher Methoden in der Archäologie. Die Verzahnung von Wissenschaft und Öffentlichkeit erreichte er durch die Gründung der Archäologischen Gesellschaft in Hessen, an der er maßgeblich beteiligt war, sowie mit der Veranstaltung des Hessischen Vorgeschichtstag (später Hessischer Archäologietag).
Kurz vor seiner Pensionierung war ihm besonderes Forscherglück durch den Jahrhundertfund am Glauberg bei Büdingen beschieden. Die seit 1994 durchgeführten Grabungen führten zur Auffindung eines keltischen Fürstengrabs mit reichen Beigaben sowie der bekannten steinernen Stele.
2008 wurde Herrmann mit der Goethe-Plakette des Landes Hessen, der höchsten Auszeichnung des Hessischen Ministeriums für Wissenschaft und Kunst, ausgezeichnet. Seit 1976 war er Mitglied der Historischen Kommission für Hessen.

## Veröffentlichungen (Auswahl)
- Archäologische Denkmäler in Hessen. 41 Ausgaben.
- Die vorgeschichtlichen Funde und die Geländedenkmäler der Kreise Obertaunus und Usingen. Ein Katalog. In: Saalburg-Jahrbuch 17, 1958, S. 13–46.
- Die Funde der Urnenfelderkultur in Mittel- und Südhessen. Berlin 1966 (= Römisch-germanische Forschungen, 27).
- (zusammen mit H. Dannheimer): Rothenburg o.T. Katalog zur Vor- und Frühgeschichte im Landkreis. Kallmünz 1968 (= Kataloge der Prähistorischen Staatssammlung München, 11).
- Der Eisenhortfund aus dem Kastell Künzing. In: Saalburg-Jahrbuch 26, 1969, S. 129–141.
- Die Ringwälle auf dem Hausberg bei Butzbach. In: Fundberichte aus Hessen, Beiheft 1 – Festschrift W. Dehn, Bonn 1969, S. 58–68.
- Grabungen am inneren Wall des oppidums von Kelheim 1971. In: Archäologisches Korrespondenzblatt 2, 1972, S. 295–297.
- Die Ausgrabungen im Kastell Künzing/Quintana (= Kleine Schriften zur Kenntnis der römischen Besetzungsgeschichte Süddeutschlands. 8), Stuttgart 1972.
- Die Grabung am inneren Wall des oppidums von Kelheim. In: Germania 51, 1973, S. 133–146.
- Hausgrundrisse aus einer urnenfelderzeitlichen Siedlung von Künzing (Niederbayern). In: Ausgrabungen in Deutschland, Mainz 1975 (= Monographie RGZM, 1,1), S. 155–170.
- Der spätbronzezeitliche Hortfund von Henfenfeld in Mittelfranken. In: Jahresbericht Bayerische Bodendenkmalpflege 11/12, 1970/71 (1977), S. 75–96.
- (zusammen mit A. Jockenhövel): Bronzezeitliche Grabhügel mit Pfostenringen bei Edelsberg, Kreis Limburg-Weilburg. In: Fundberichte aus Hessen 15, 1975 (1977), S. 87–127.
- (zusammen mit Hans Schönberger): Kein römisches Lager, sondern Siedlungsgruben des Neolithikums und der Eisenzeit in Friedberg-Fauerbach. In: Fundberichte aus Hessen 19/20, 1979/80, S. 107–118.
- Der Dünsberg. In: H. E. Mandera: Vorgeschichtliche Befestigungen zwischen Rhein, Main und Westerwald. Wiesbaden 1982, S. 32–35.
- Frühgeschichtliche Befestigungen in Mittel- und Südhessen. In: H. Roth / Egon Wamers (Hrsg.): Hessen im Frühmittelalter. Archäologie und Kunst. Sigmaringen 1984, S. 64–66.
- Wehranlagen des frühen und hohen Mittelalters. In: Führer zu archäologischen Denkmälern in Deutschland 14 – Landkreis Weißenburg-Gunzenhausen. Stuttgart 1987, S. 247–252.
- (zusammen mit Reinhard Dietrich und Th. Keller): Ursprünge. Archäologische und paläontologische Denkmalpflege in Hessen. Wiesbaden 1988.
- Archäologische Denkmalpflege und Flugprospektion in Hessen. In: Zeitspuren – Luftbildarchäologie in Hessen. Herausgegeben vom Landesamt für Denkmalpflege Hessen, Wiesbaden 1993, S. 5–13.
- Die Alteburg bei Biebergemünd-Kassel im Spessart. In: Festschrift O. H. Frey. Marburg 1994, S. 275–284.
- Frühkeltisches Fürstengrab. In: Archäologie in Deutschland 1995,2, S. 47f.
- Wiedererstandene Keltenfürsten. Keltische Großplastik vom Fürstengrabhügel am Glauberg. In: Antike Welt 27,4, 1996, S. 333f.
- (zusammen mit Otto-Herman Frey): Ein frühkeltischer Fürstengrabhügel am Glauberg im Wetteraukreis, Hessen. Bericht über die Forschungen 1994–1996. In: Germania 75, 1997, S. 459–522.
- Frühkeltischer Fürstensitz nördlich des Mains. In: Archäologie in Deutschland 1997,1, S. 6–11.
- Glauberg. In: Reallexikon der Germanischen Altertumskunde (RGA). 2. Auflage. Band 12, Walter de Gruyter, Berlin/New York 1998, ISBN 3-11-016227-X, S. 188–195.

## Herausgeberschaften
- Fundberichte aus Hessen, Band 12, 1972 (1974) – 34/35, 1994/95 (2000).
- Materialien zur Vor- und Frühgeschichte von Hessen, Band 1 (1976) – 22 (2000).
- Archäologische Denkmäler in Hessen, Heft 1 (1977) – 150 (1999).
- Führer zur hessischen Vor- und Frühgeschichte, Band 1 (1979) – 6 (2001).
- Paläontologische Denkmäler in Hessen, Heft 1 (1994) – 9 (1999).
- (zusammen mit Albrecht Jockenhövel): Die Vorgeschichte Hessens, Konrad Theiss Verlag Stuttgart, 1990, ISBN 3-8062-0458-6.
- (zusammen mit Dietwulf Baatz): Die Römer in Hessen. 3. Aufl. 1989, Lizenzausgabe Nikol, Hamburg 2002, ISBN 3-933203-58-9.